# بیانیه تهران (۱۹۹۲)
بیانیهٔ تهران (انگلیسی: Tehran Communiqué) که با عنوان بیانیهٔ مشترک سران کشورها در تهران نیز شناخته می‌شود، بیانیهٔ مشترکی است که در تاریخ هفدهم اردیبهشت‌ماه ۱۳۷۱ (۷ مهٔ ۱۹۹۲) با میانجی‌گری رئیس‌جمهوری وقت ایران، اکبر هاشمی رفسنجانی، توسط لوون تر-پتروسیان، رئیس‌جمهوری ارمنستان و یعقوب ممدوف، کفیل وقت ریاست‌جمهوری جمهوری آذربایجان با هدف پایان دادن به مناقشات چهارسالهٔ دو کشور جمهوری آذربایجان و ارمنستان بر سر منطقهٔ قره‌باغ کوهستانی، که یک منطقهٔ خودمختار در جمهوری شوروی سوسیالیستی آذربایجان بود، امضاء شد.